# 克勞斯·巴比的審判
克勞斯·巴比的審判是指在1987年5月11日至7月3日期間，前納粹德國親衛隊和親衛隊保安處領袖克勞斯·巴比在法國里昂正義宮進行的戰爭罪審判。在第二次世界大戰期間，克勞斯·巴比在維琪法國里昂工作。由於其親自參與虐殺法國俘虜、囚犯（主要是猶太人和法國抵抗運動成員），因而被稱為「里昂屠夫」。戰後，由於其反馬克思主義傾向，美國情報部門雇用其從事反共主義工作。在美國的幫助下，克勞斯·巴比逃亡南美洲玻利維亞，並向獨裁政權提出酷刑鎮壓反對派的建議。
1972年，克勞斯·巴比居住在玻利維亞的事情曝光。在玻利維亞期間，克勞斯·巴比受僱於西德聯邦情報局。1980年，路易斯·加西亞·梅薩在玻利維亞發動政變，克勞斯·巴比被懷疑參與其中。在獨裁政權垮臺後，克勞斯·巴比便失去政府的庇護。1983年，克勞斯·巴比被引渡至法國，並接受戰爭罪審判。同年，美國政府就反情報特種部隊協助遭到通緝的克勞斯·巴比逃往玻利維亞一事，向法國政府道歉。
在這場審判中，共計113個單位和個人提出訟訴，並進行長達145小時的辯論。由於這場審判是法國首次以危害人類罪進行定罪，因此得到相當大的媒體關注度。共有900名記者全程追蹤審判過程。最終克勞斯·巴比的危害人類罪罪行成立，被判處無期徒刑。1991年，克勞斯·巴比因為癌症死於獄中。在2017年6月30日，法國司法部部長列表尼科爾·貝魯倍和法國文化部部長列表弗朗索瓦絲·尼森發布命令，同意公開審判相關檔案。

## 外部連結
- Klaus Barbie : parcours et procès d'un criminel （页面存档备份，存于）, témoignage de Jean-Olivier Viout, procureur général honoraire de Lyon (janvier 2019)